# Hosza’aja
Hosza’aja (hebr. הושעיה; ang. Hosha’aya) – wieś komunalna położona w Samorządzie Regionu Emek Jizre’el, w Dystrykcie Północnym, w Izraelu.

## Położenie
Hosza’aja jest położona na wysokości od 180 do 258 metrów n.p.m. w północno-zachodnim skraju masywu górskiego Hare Nacerat, który zamyka od południa Dolinę Bejt Netofa w Dolnej Galilei, na północy Izraela. Osada leży na dwóch sąsiednich wzgórzach Har Hosza’aja i Har Kajil. Na południowy wschód od wsi wznosi się wzgórze Har Jad’aja (292 m n.p.m.). Tereny na wschód od wsi porasta duży kompleks leśny Ja’ar Cippori. W jej otoczeniu znajduje się miasto Nazaret, miasteczka Kefar Kanna, Maszhad, Ar-Rajna, Bir al-Maksur i Kefar Maneda, moszaw Cippori, kibuce ha-Solelim i Channaton, wieś komunalna Allon ha-Galil, oraz arabska wieś Rummat al-Hajb. Na północny wschód od wsi baza wojskowa Szimszon oraz jest strefa przemysłowa Cippori.
Hosza’aja jest położona w Samorządzie Regionu Emek Jizre’el, w Poddystrykcie Jezreel, w Dystrykcie Północnym Izraela.

## Historia

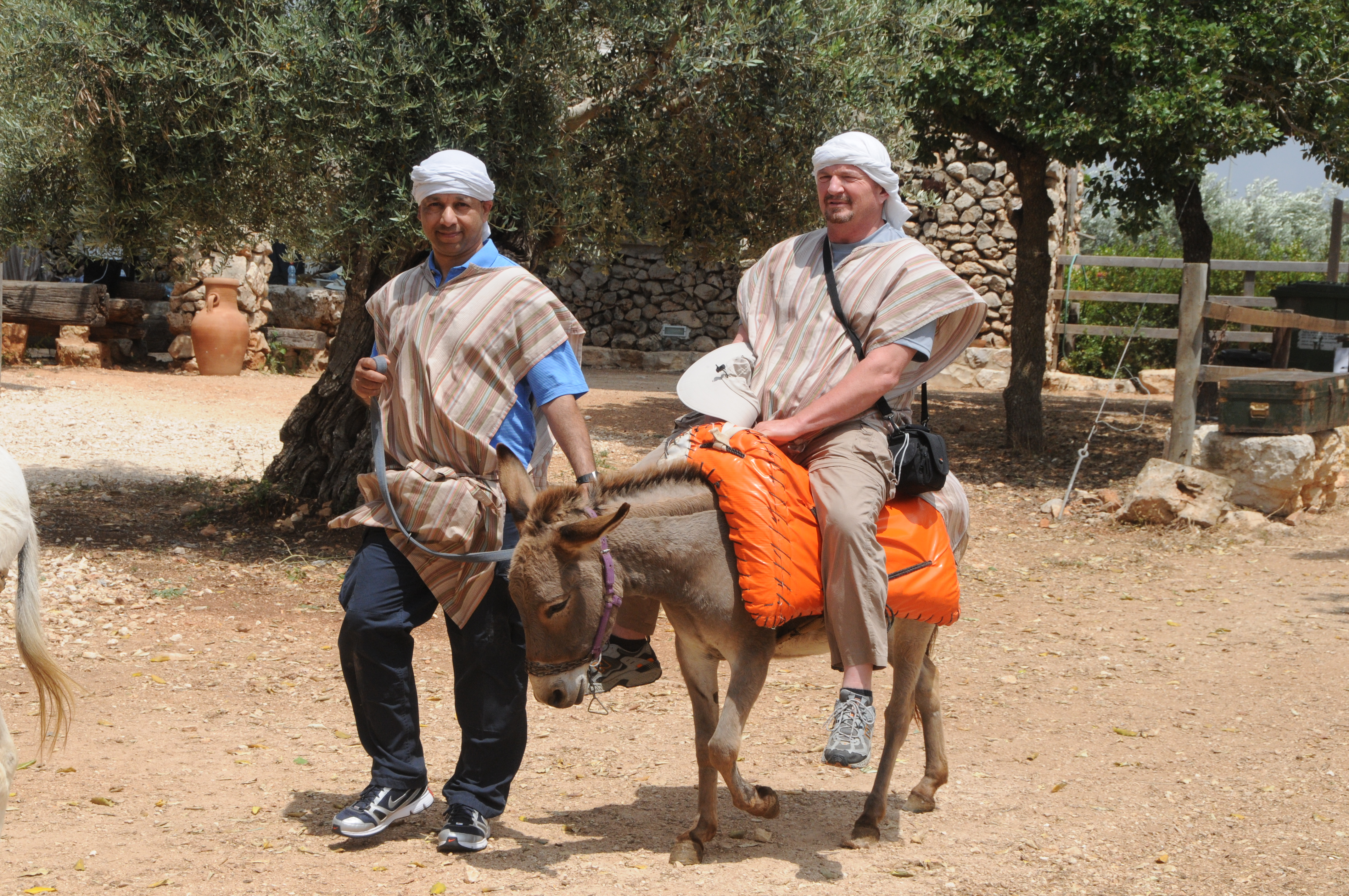
Zwiedzanie ośrodka Kefar Kedem

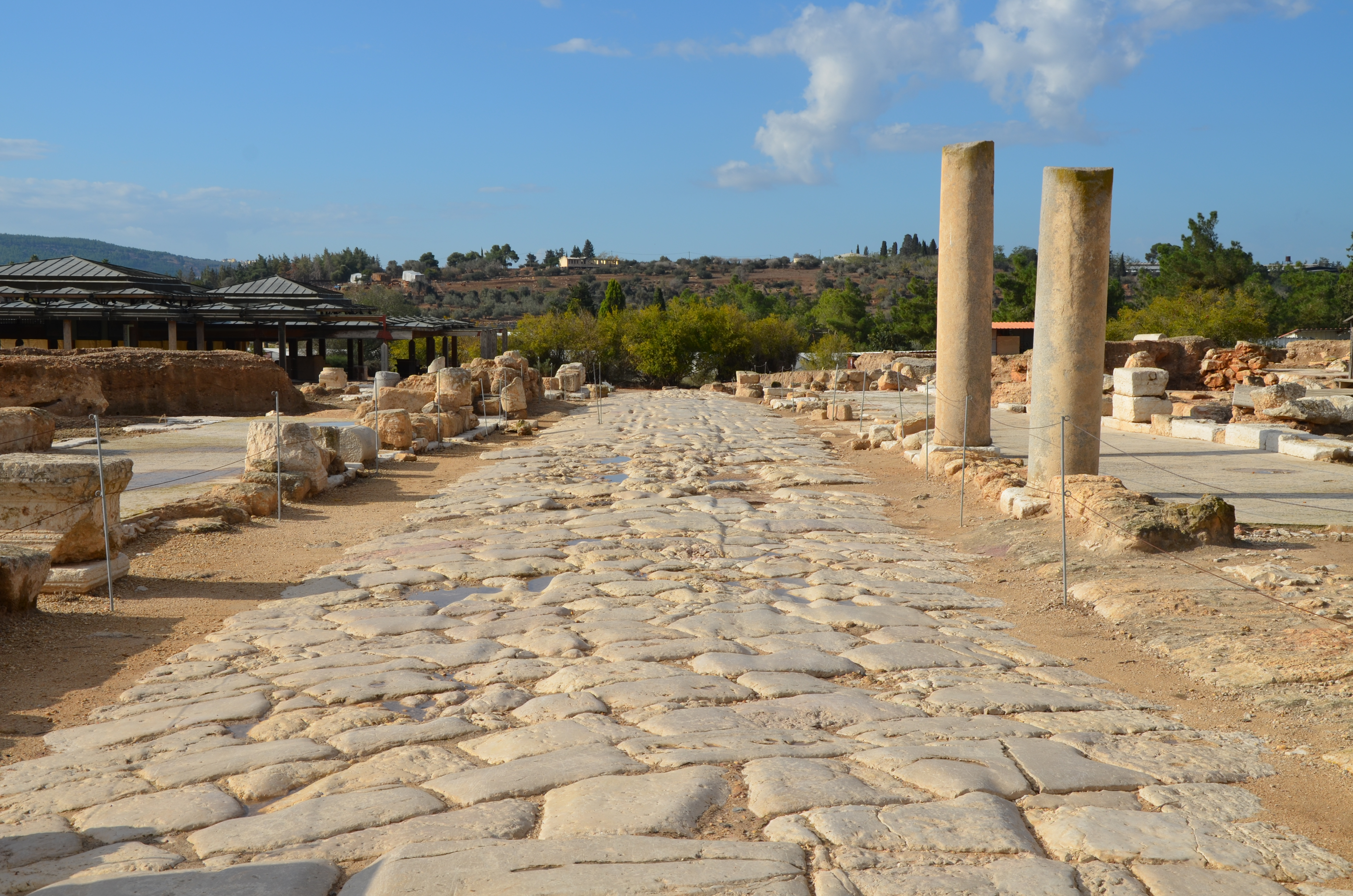
Park Narodowy Cippori

W latach 1979–1980 rząd Izraela przyjął do realizacji plan wzmocnienia żydowskiej obecności w Galilei. W ramach tego programu, w 1981 roku założono w tym miejscu niewielki przysiółek, będący wojskową placówką obserwacyjną, w której służyli żołnierze z programu Nachal. W 1983 roku utworzono wieś Hosza’aja, do której przyjechało 10 pierwszych cywilnych rodzin. Byli to członkowie religijnej organizacji młodzieżowej Bene Akiwa. Od samego początku jej istnienia określiło to charakter osady na religijny. wieś nazwano na cześć rabina Hosza’aji z okresu talmudycznego. W kolejnych latach osiedlały się w niej grupy żydowskich imigrantów z Europy i Stanów Zjednoczonych. Gdy na początku XXI wieku okolicę głęboko dotknął kryzys gospodarczy, aktywiści religijni rozdawali żywność ubogim mieszkańcom sąsiednich wiosek.

## Demografia
Większość mieszkańców wsi jest Żydami. Tutejsza populacja jest religijna, identyfikuje się z judaizmem:

## Gospodarka i infrastruktura
Lokalna gospodarka opiera się na działalności licznych niewielkich firm komputerowych itp. Część mieszkańców dojeżdża do pracy poza wsią. We wsi jest przychodnia zdrowia z gabinetem stomatologicznym, oraz sklep wielobranżowy.

## Transport
Ze wsi wyjeżdża się na północ na drogę ekspresową nr 77.

## Edukacja i kultura
Wieś posiada własne przedszkole i religijną szkołę podstawową. Starsze dzieci są dowożone do szkoły w religijnym moszawie Sede Ja’akow. We wsi jest ośrodek kultury z biblioteką, basen pływacki, sala sportowa z siłownią, boiska oraz korty tenisowe. Jest tu także synagoga, jesziwa i mykwa.

## Turystyka
Największą tutejszą atrakcją jest ośrodek turystyczny Kefar Kedem, w którym odtworzone zostało codzienne życie w Galilei z czasów biblijnych. Okoliczne wzgórza są porośnięte dębowym lasem. Żydowski Fundusz Narodowy sfinansował budowę brukowanej ścieżki z miejscami odpoczynku. Na południowy zachód od wsi znajduje się stanowisko archeologiczne starożytnego miasta Seforis. Na szczycie wzgórza wznosi się kamienna wieża, będąca pozostałością fortecy krzyżowców. Rozciąga się z niej widok na całą okolicę. W ruinach starożytnego miasta odkryto główną ulicę, która jest w całości wybrukowana. Na kamieniach ulicznych odnaleziono kilka wyrytych symboli, w tym menorę. Wzdłuż ulicy znajdowały się mieszkalne domy, wśród których odkryto żydowską mykwę. Na północnym stoku wzgórza znajduje się teatr rzymski dla 4,5 tys. widzów. Jego średnica wynosi 45 metrów. Teatr nosi ślady poważnych zniszczeń, prawdopodobnie powstałych w wyniku trzęsienia ziemi. W pobliżu stoi rzymska willa z najcenniejszych znaleziskiem w Seforis. Jest do największa odkryta w Izraelu mozaika podłogowa. W dolnej części miasta odkryto pozostałości starożytnej synagogi z końca V lub początku VI wieku. W jej wnętrzu odkryto mozaikę podłogową ze scenami biblijnymi. Całość jest chroniona jako Park Narodowy Cippori.
Wśród okolicznych wzgórz można spotkać pozostałości dawnego systemu wodociągowego miasta Seforis. Na wschód od moszawu znajduje się zbiornik wodny z II wieku. Jest on połączony z ruinami miasta długim podziemnym tunelem (nie udostępniony dla zwiedzających). Zbiornik z akweduktem są częścią Parku Narodowego Cippori. Tuż obok jest położona głęboka jaskinia (w niektórych jej częściach jest dostępna bez sprzętu wspinaczkowego). Przy parku znajduje się mauzoleum, w którym według tradycji pochowany jest słynny rabin Juda ha-Nasi (inna tradycja wskazuje miejsce jego pochówku na Bet Sze’arim). Na zachód od wsi rozciąga się leśny Rezerwat przyrody Ja’ar Cippori, a na południowym zachodzie Rezerwat przyrody Ha-Solelim.

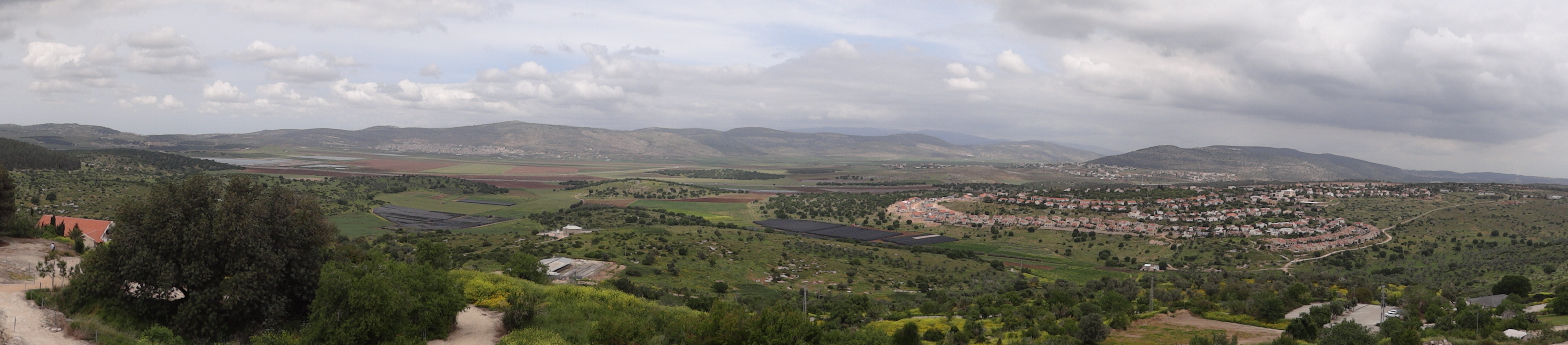
Widok na wieś Hosza’aja i Dolinę Bejt Netofa